# أبهانغ

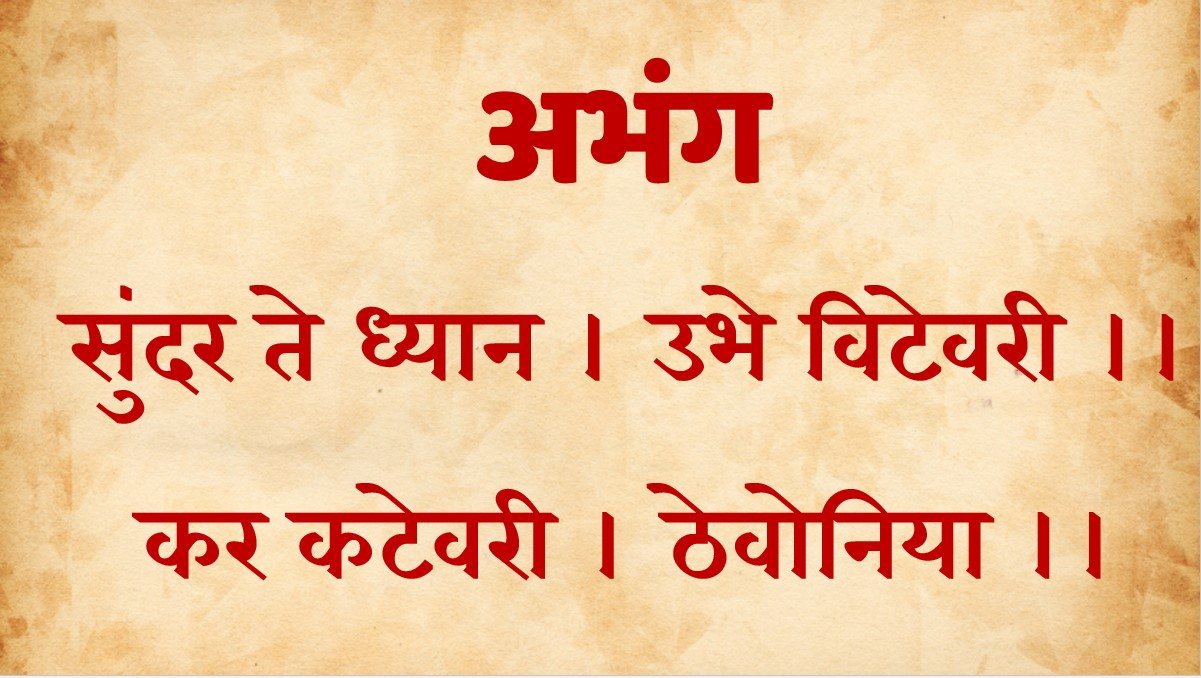
شعر منظوم بالأبهانغ متكون من أربعة أبيات

أبهانغ، (بالإنجليزية: Abhang)‏، (بالمراثية: अभंग)‏، معنى الكلمة «المُتَّصِل أو غير المُنقطع»، هو أحد الأساليب أو الأجناس الشعريَّة الذي يستخدمه فئة من الشعراء الدينيين في البانث (الطريقة) الفاركاريَّة، وهو مجتمع ديني يقفُ على عبادةِ الإله الهُندوسيِّ فيتهال أوفيثوبا. ويندرج هذا النوع من الشعر ضمن الشعر التعبدي الذي يُلقى غناءً أو إنشادًا مع الموسيقى. وأثناء الحج إلى معابد مدينة باندهاربور، يتغنى ويُنشد المُريدون شعر الأبهانغ قُربة ومدحًا لمعبودهم.